# 岡山市立石井中学校
岡山市立石井中学校（おかやましりつ いしいちゅうがっこう）は、岡山県岡山市北区下伊福にある公立中学校。

## 沿革
- 1947年（昭和22年） 岡山市立第四中学校を創設。
- 1948年（昭和23年） 岡山県岡山市立石井中学校に改称する。
- 1949年（昭和24年） 岡山市厳井に新校舎敷地が決定する。
- 1957年（昭和32年） 特殊学級を設立する。
  - 鉄筋3階建校舎が完成する。
- 1964年（昭和39年） プールが完成する。
- 1968年（昭和43年） 体育館が完成し、落成式を挙行する。
- 1977年（昭和52年） 給食が開始される。
- 1992年（平成4年） 東校舎の改築竣工式を挙行する。
- 1993年（平成5年） 南校舎を改装する。
- 1997年（平成9年） 屋内体操場の竣工式を挙行する。
- 1998年（平成10年） 運動場の整備が完了する。

## 著名な出身者

### 芸術
- 住宅顕信（俳人）
- 原田マハ（小説家、キュレーター）

### マスコミ
- 中島有香（テレビせとうちアナウンサー）

### スポーツ
- 森末慎二（タレント、元体操競技選手）

## 関係する小学校
- 岡山市立石井小学校
- 岡山市立大野小学校
- 岡山市立三門小学校

## 最寄駅
- JR山陽本線: 岡山駅
- JR桃太郎線（吉備線）: 備前三門駅

## 通学区域が隣接している学校
- 岡山市立吉備中学校
- 岡山市立中山中学校
- 岡山市立京山中学校
- 岡山市立岡山中央中学校
- 岡山市立桑田中学校
- 岡山市立御南中学校